# Danh sách giải thưởng và đề cử của TVXQ
Đây là danh sách các giải thưởng đoạt được của ban nhạc Hàn Quốc TVXQ.

## Giải thưởng
| Năm  | Giải thưởng |
| ---- | --- |
| 2004 | - SBS Gayo Awards (March 28): Popular Song First Debut (Hug) - Mnet KM Music Video Festival (December): Best Music Video Award for New Group (Hug) - KBS Popular Music Award: Best New Artist - MBC Top 10 Music Festival: Best New Artist - Go News Netizen YunAae Daesang: Best Group Award - Go News Netizen YunAae Daesang: Music Video Award - Go News Netizen YunAae Daesang: CF Model Award - Go News Netizen YunAae Daesang: Asia Star Award |
| 2005 | - Mnet KM Music Video Festival: Best Music Video (Rising Sun) - Mnet KM Music Video Festival: People’s Choice Award - Mnet KM Music Video Festival: Artist of the Year |
| 2006 | - Korean Chinese Custom Ceremony: China-Ten Most Popular Music Group - Korean Chinese Custom Ceremony: China-Ten Most Popular Song - Korean Chinese Custom Ceremony: China-Most Popular Advertisement Model - Korean Chinese Custom Ceremony: China-Ideal Man Category - Channel[V] Thailand Music Video Awards: Best Music Video (Rising Sun) - Channel[V] Thailand Music Video Awards: Best Asian Artist - Thailand Virgin Hitz Awards (October 28): Popular Vote Asia Artist - Mnet KM Music Festival (November 25): Best Group - Mnet KM Music Festival (November 25): Artist of the Year - Mnet KM Music Festival (November 25): Mnet.com - Mnet KM Music Festival (November 25): Mnet Plus Mobile People's Choice Award - MTV 16th Music Seoul Festival (December 1): Daesang (Artist of The Year) - MTV 16th Music Seoul Festival (December 1): Bonsang - MTV 16th Music Seoul Festival (December 1): Mobile Popular Vote - 21st Golden Disk Awards (December 14): Disk Daesang (Artist of The Year) - 21st Golden Disk Awards (December 14): Disk Bonsang - SBS Gayo Awards (December 29): Daesang (Artist of The Year) - SBS Gayo Awards (December 29): Bonsang |
| 2007 | - 2007 Thailand SEED Awards (January 31): Best Asian Singer Award - MTV Video Music Awards Japan (May 26): Best Buzz Asia in Korea - 14th Annual Korea Entertainment Masterpiece Award Ceremony (October 6): International Popularity Award - Best Hits 2007 Japan (November 26): Gold Artist Award - MTV Korea: President of the Republic of Korean Music - Asian MUSIC eXtreme Awards 2007: 2007 Best Asian DVD or DVD box for ALL ABOUT TVXQ season 2 - Asian MUSIC eXtreme Awards 2007: Most wanted Asian artist for a concert in France - Asian MUSIC eXtreme Awards 2007: Most wanted Asian artist for european CD/DVD releases |
| 2008 | - MTV Video Music Awards Japan: Best Collaboration Video Award (LAST ANGEL by Koda Kumi feat. TVXQ) - Asia Song Festival 2008 (October 4): Asia's Top Singer Award . - 15th Korea Entertainment Awards (November 13): Most Popular Artist Award - Mnet KM Music Festival (November 15): Daesang: Album Of The Year (The 4th Album "MIROTIC") - Mnet KM Music Festival (November 15): Auction Best Style Award - Mnet KM Music Festival (November 15): Mobile Popularity Award - Mnet KM Music Festival (November 15): Auction Netizen's Choice Award - Mnet KM Music Festival (November 15): Overseas Viewer Award - Best Hits 2008 Japan (November 27): Gold Artist Award - 2008 Golden Disk Awards (December 10): Disk Daesang (Artist of The Year) - 2008 Golden Disk Awards (December 10): Disk Bonsang - 2008 Golden Disk Awards (December 10): Disk Yepp Popularity Award - 16th Annual Korean Entertainment Awards (December 12): New Generation Daesang - Music Bank (Year-End Special): MVP Award - Melon Awards: Best Artist - Melon Awards: Music Video of The Year                                                                                           |
| 2009 | - Korea Entertainment Producers Association (January 20): The Culture Sports Tourism Recognition Award. - 18th Seoul Music Awards (February 12): Mobile Popularity Award - 18th Seoul Music Awards (February 12): Bonsang - Thailand SEED Awards: Best Asia Artist of the Year for 주문 "MIROTIC" - MAMA: Best Asia Star - Best Hits Festival 2009 (Japan): Golden Artist Award - Japan Record Awards - Best Song (Stand By U) - Melon Music Awards (December 16): 2009 Mania - Mirotic - Melon Music Awards (December 16): 2009 Star - Korea National Tourism Organization - Hallyu Tourism Lifetime Achievement Award - Japan Record Associaition: Gold Record: Stand By Up |
| 2010 | - MTV World Stage VMAJ 2010: Best group video - Share The World - Double Platinum: Best Selection 2010 - Golden Disk Award 24th: Best music video - DVD"All About TVXQ Season 3" - Best Male Rookie: Xiah Junsu: Nhạc kịch Mozart! - No.1 solo artist in Japan: Xiah Junsu |
| 2011 | - Top Pop Artists": Billboard Japan Music Awards 2011 - Broadcasting Awards: Why(Keep Your Head Down) 1. 2. 3. 4. 5. 6. |